# ヤン・ツィマー
ヤン・ツィマー（Jean Zimmer，1993年12月6日 - ）は、ドイツ・バート・デュルクハイム出身のサッカー選手。フォルトゥナ・デュッセルドルフ所属。ポジションはディフェンダー。

## 経歴
2013年12月23日のFCインゴルシュタット04戦でプロデビュー。
2016年夏、VfBシュトゥットガルトに移籍した。